# Terneyveld (Evere)
Terneyveld, aussi orthographié Tornooiveld, est un quartier à fonction principale résidentielle d'Evere dans la Région de Bruxelles-Capitale.

## Toponymie
Terneyveld, en brabançon, ou Tornooiveld, en néerlandais, signifie « Champ du tournoi » .

## Histoire
Jusqu'à la fin du XVIIIe siècle, ce coin du territoire abritait également l'un des lieux d'exécution pour les condamnés à mort par la haute justice ducale. C'est sur ce Haerenheydeveldt — bien que les parcelles exactes soient inconnues — qu'eut lieu, le 1er avril 1549, un grand tournoi organisé à l'occasion de la visite du prince Philippe, fils de l'empereur Charles Quint, qui parcourait les Pays-Bas après son investiture.
Le futur Philippe II, alors âgé de 21 ans, avait quitté Valladolid le 2 octobre 1548. Après avoir traversé la Méditerranée vers l'Italie, il passa par Milan où il assista à la messe de Noël. De Trente, il rejoignit Augsbourg le 21 février, puis arriva un mois plus tard au Luxembourg. Dans chaque ville où il faisait halte, il était accueilli avec faste en tant que futur souverain. Après son entrée triomphale à Namur le 29 mars 1549 et avant de poursuivre son voyage en Flandre, il fit une brève étape en Brabant, notamment à Bruxelles, où son père, l'empereur, l'accueillit.
Lorsqu'il quitta Namur, il fit une halte à Wavre, où il séjourna le dimanche 30 mars. Le 1er avril 1549, il se rendit à Tervuren, où sa tante, la reine douairière Marie de Hongrie, sœur de Charles Quint, lui offrit un somptueux banquet au château. L'après-midi, ils se dirigèrent vers la plaine d'Evere, aux portes de Bruxelles, où la reine avait organisé un tournoi en son honneur. Le rapport de voyage mentionne explicitement : « el campo q. llaman Arenoso q. es a media legua de Brusselas muy llano y apazible » (la plaine nommée Haren, située à une demi-lieue de Bruxelles, très plate et vaste). C'était le lieu idéal pour un événement de cette envergure, en plus de se trouver sur la route suivie par le prince vers Bruxelles.
Ce choix était également symbolique, car il marquait l'entrée officielle sur le territoire bruxellois. Ainsi, l'empereur Maximilien se rendit en carrosse de Malines à Bruxelles pour rendre visite au roi Charles, le futur Charles Quint, mais dès qu'il arriva à une demi-lieue de la ville, il continua à cheval pour donner plus de solennité à son entrée dans la ville. Bien que le lieu exact ne soit pas mentionné, il s'agissait très probablement du Haerenheydeveldt. De plus, le terrain longeait la chaussée de Louvain, la route traditionnelle empruntée par les ducs de Brabant lors de leurs investitures pendant les Joyeuses Entrées à Bruxelles. Cette dernière suivait toujours celle de Louvain, première capitale historique du duché, qui avait donc la priorité dans la chronologie de ces événements.
Le tournoi, dirigé par Marie de Hongrie, attira de nombreux nobles et chevaliers ainsi qu'une foule de spectateurs venus apercevoir le prince et sa cour. Des tribunes monumentales en forme de galeries couvertes furent construites spécialement pour l'occasion, permettant aux invités et à la cour d'assister au spectacle.

## Géographie urbaine
Le quartier est constitué par un quadrilatère, au relief plat, qui a pour côtés la rue de Genève à l'ouest, l'avenue Henry Dunant au nord, l'avenue Cicéron à l'ouest et la chaussée de Louvain au sud.
Le plan régional d'affectation du sol (PRAS) classe le Terneyveld en cinq zones d'affectation à usage privé et quatre zones à usage public :
- une zone d'habitation à prédominance résidentielle,
- une zone d'habitation,
- une zone mixte,
- une zone de forte mixité,
- deux zones de parc,
- deux zones d’équipement d’intérêt collectif.

### Habitat
Le bâti est constitué de maisons particulières avec jardin et de quelques habitations à appartements ne dépassant pas les quatre étages standards et entourées de verdure. La société Le Home Familial Bruxellois scrl gère 8,5 hectares de logements sociaux.

La plupart des voiries sont classées zone résidentielle du code de la route.

### Équipement social
- Maison de quartier : 1
- Crèches communales francophones : 2
- Enseignement fondamental (maternel et primaire) :
  - Fédération Wallonie-Bruxelles : 2 écoles
  - Communauté flamande : 1 école
- Activités extra-scolaires francophones :
  - école des devoirs : 1
  - musique : 1
  - théâtre : 1
  - mouvement scout : 1
- Plaines de jeux : 2
- Séniories : 3

### Religion
Pour l'Église catholique romaine, le quartier fait partie de la paroisse Saint-Joseph. l’Église évangélique arabe est présente avec un temple.

### Activité économique
Tous les types de commerces de proximité, y compris des agences bancaires et un hôtel de la chaine Gresham Belson, sont représentés mais concentrés, hormis une grande surface spécialisée Colruyt implantée plus dans le centre du quartier, sur la chaussée de Louvain dans ce qui est communément nommé l'Evere Paduwa Shopping Center.

### Transport
Toutes les voiries limitant le quartier ainsi que l'avenue des Anciens Combattants ont des arrêts de lignes de bus de la STIB tandis que la chaussée de Louvain se trouve sur le parcours gare de Bruxelles-Nord - Louvain des autobus de la société De Lijn.
Jusqu'à la mi-juillet 2012, seule la station no 143 de vélos partagés de la société Villo!, bien qu'implantée sur le territoire de la commune de Schaerbeek, permettait de sillonner le Terneyveld. Depuis, trois autres stations (nos 268, 269 et 270), construites sur la périphérie du quartier — mais dans Evere — complètent le dispositif.

## Arbres remarquables
Plusieurs arbres du quartier sont, depuis le 17 juin 2002, repris à l'inventaire scientifique des arbres remarquables de la Région de Bruxelles-Capitale.
| lieu                                                                     | espèce                | hauteur | classement * |
| ------------------------------------------------------------------------ | --------------------- | ------- | ------------ |
| avenue de l’Écu                                                          | aubépine de Lavallée  | ~ 6 m   | 2e           |
| avenue du Pennon                                                         | sorbier des oiseleurs | ~ 13 m  | 3e           |
| avenue du Tornooiveld                                                    | cerisier noir         | ~ 9 m   | 3e           |
| avenue du Destrier                                                       | tilleul de Crimée     | ~ 18 m  | 5e           |
| avenue de l’Écu                                                          | frêne à fleurs        | > 9 m   | 6e           |
| avenue du Tornooiveld                                                    | févier d'Amérique     | ~ 18 m  | 7e           |
| avenue du Harnois                                                        | févier sans épines    | ~ 18 m  | 8e           |
| avenue de la Lance                                                       | aubépine monogyne     | ~ 9 m   | 15e          |
| avenue du Destrier                                                       | érable argenté        | ~ 20 m  | 17e          |
| avenue du Pennon                                                         | noyer noir            | ~ 18 m  | 28e          |
| avenue de l'Optimisme                                                    | bouleau verruqueux    | ~ 16 m  | 25e          |
| avenue Henry Dunant                                                      | charme commun         | ~ 15 m  | 43e          |
| * Le classement se fait selon l'importance de la circonférence du tronc. |                       |         |              |

## Quartiers limitrophes
- Schaerbeek
  - Terdelt.
- Evere
  - Astrid,
  - Ieder Zijn Huis,
  - Paduwa-Saint-Joseph.

## Historique

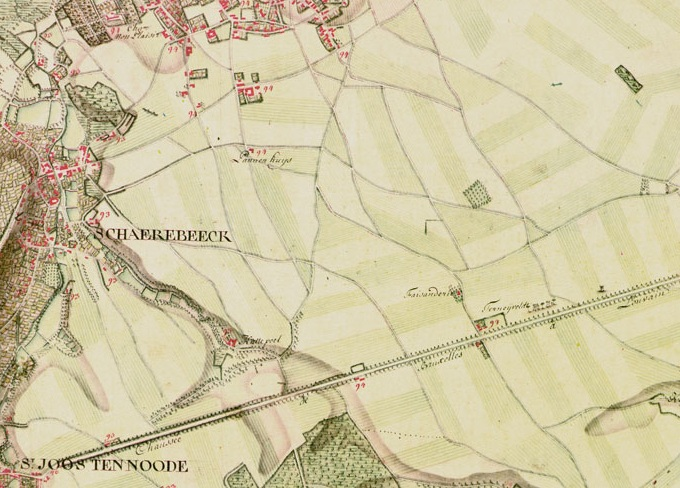
Extrait d'une carte de Ferraris de 1777 montrant la chaussée de Bruxelles à Louvain, la Faisanderie et le Terneyveld.

Au Moyen Âge, les terres appartiennent au chapitre de Soignies, propriété qui est disputée par le châtelain de Bruxelles Godefroid van der Aa.
Pendant la Renaissance, le lieu sert de lieu d'exécution des condamnés à mort. Il en est notamment ainsi lors de la révolte iconoclaste pendant la guerre de Quatre-Vingts Ans.
Le 1er avril 1549 y est organisée une fête en l'honneur du futur Philippe II d'Espagne lors son arrivée à Bruxelles. Cette fête est constituée d'un jeu de rôle grandeur nature reconstituant une bataille suivi d'une joute équestre d'où l'origine probable du nom de Terneyveld de l'endroit,.
Au XVIIIe siècle, Marie-Élisabeth d'Autriche y possède une faisanderie où elle fait construire deux pavillons de chasse,. C'est aussi elle qui fait rectifier, en 1709, la route vers Louvain pour lui donner son tracé rectiligne actuel.
Au XVIIIe siècle, le Terneyveld est un lieu occupé essentiellement par des terres agricoles et renommé dans l'Europe entière pour la qualité de ses navets puis par des terres maraichères avec l'avènement de la culture du chicon au XIXe siècle et la raréfaction des terrains libres à Schaerbeek. Seule la chaussée de Louvain possède un bâti plus ou moins dense. Les années 1874 à 1877 voient la construction du cimetière de Bruxelles et de l'avenue du Cimetière de Bruxelles. Une population d'ouvriers et d'artisans œuvrant dans les briqueteries et chez les tailleurs de pierre s'installent aux alentours des chantiers.
En 1934 a lieu l'inauguration du Solarium d'Evere qui restera en activité jusqu'en 1978 avant de faire place en 1987 au lotissement du clos de la Pastourelle.
C'est après la Seconde Guerre mondiale, à la suite de l'explosion de la démographie et de la raréfaction des habitations ou des terrains à bâtir libres dans la région bruxelloise que le visage du quartier se métamorphose pour acquérir rapidement son visage actuel. La société Le Home Familial Bruxellois construit la cité du Tornooiveld sur le modèle des cités-jardins de l'après Première Guerre mondiale et dont les rues  sont nommées d'après des objets rappelant le nom ancien du lieu. Le début des années 1960 voit aussi la disparition de la dernière briqueterie d'Evere : la briqueterie Vermeersch.